# Anton Berce
Anton Berce, slovenski rimokatoliški duhovnik, publicist in prevajalec, * 20. maj 1860, Mošnje, † 2. marec 1922, Kranj.

## Življenje in delo
Gimnazijo in bogoslovje je končal v Ljubljani in bil 1883 posvečen. Kot kaplan je služboval v Križih pri Tržiču, Borovnici, Senožečah in Sodražici, bil župnik v Šentlambertu (1887–1895), v Boštanju (1895-1903) in do upokojitve 1905 v Sori pri Medvodah. Po upokojitvi je bil tajnik Družbe svetega Cirila in Metoda (1907– 1914), med vojno beneficijat na Olševku. V Šentlambertu je zgradil kapelo sv. Cirila in Metoda, v Zagorju ob Savi pa soustanovil društvo Sokol. Pod psevdonimom Podvidovski je prevajal iz češčine, med drugim  Ukrajinske dume E. Jelineka (SN, 1888) in pisal članke v  Slovenski narod.